# Ludwik Marszałek

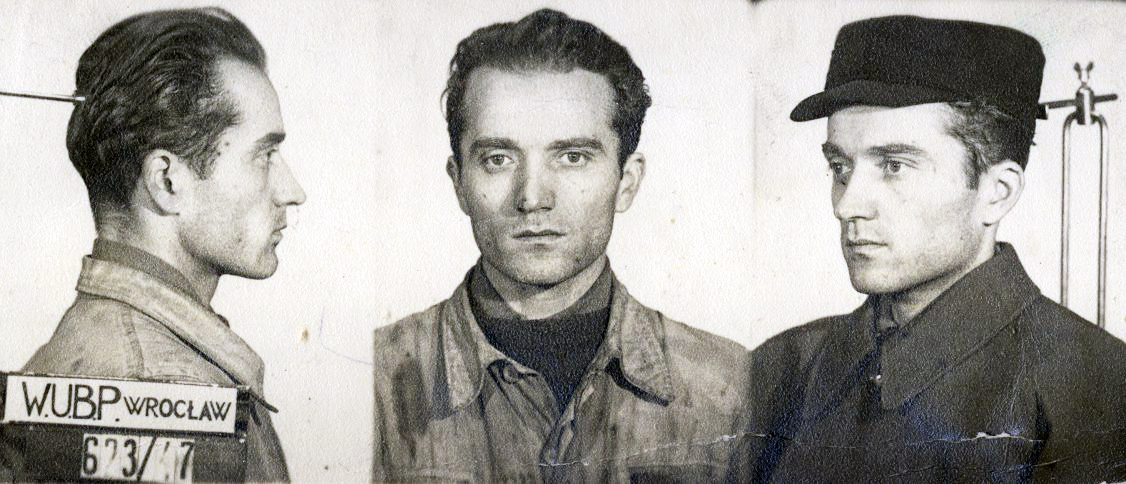
Ludwik Marszałek po aresztowaniu przez MBP 1947

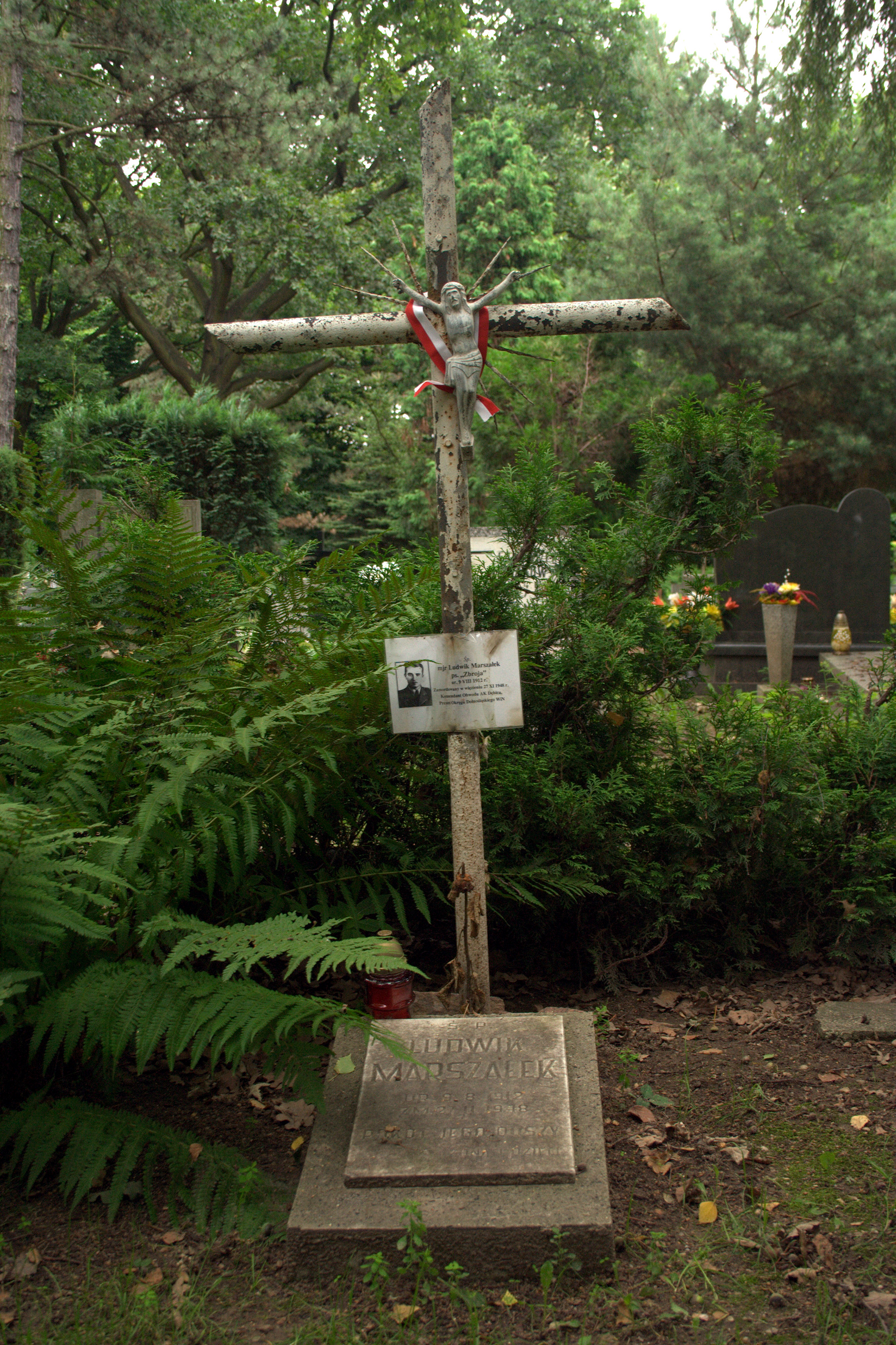
Grób Ludwika Marszałka na Cmentarzu Osobowickim we Wrocławiu

Ludwik Marszałek, ps. „Zbroja” (ur. 9 sierpnia 1912 w Brzezinach k. Ropczyc, zm. 27 listopada 1948 we Wrocławiu) – oficer piechoty i lotnictwa Wojska Polskiego, oficer szkoleniowy i od czerwca 1944 komendant dębickiego obwodu Armii Krajowej (siedzibą komendantury była wieś Gumniska), działacz struktur konspiracji niepodległościowej AK-WiN w województwie rzeszowskim i na Dolnym Śląsku. Redagował m.in. podziemne pismo Okręgu Rzeszowskiego WiN „Ku Wolności”.

## Życiorys
Był absolwentem XI promocji Szkoły Podchorążych Piechoty. 4 sierpnia 1934 prezydent RP mianował go podporucznikiem ze starszeństwem z 15 sierpnia 1934 i 38. lokatą w korpusie oficerów piechoty, a minister spraw wojskowych wcielił do 17 pułku piechoty w Rzeszowie. Na porucznika awansował ze starszeństwem z 19 marca 1938 i 63. lokatą w korpusie oficerów piechoty. W marcu 1939 pełnił służbę w 15 pułku piechoty „Wilków” w Dęblinie na stanowisku dowódcy plutonu 4. kompanii strzeleckiej.
Podczas kampanii wrześniowej 1939 walczył w szeregach 15 pp. Po wzięciu do niewoli niemieckiej zbiegł z obozu jenieckiego i objął funkcję oficera szkoleniowego w strukturach Związku Walki Zbrojnej na obszarze wokół Rzeszowa. Posługiwał się pseudonimami „Wilk”, „Zbroja”. W listopadzie 1943 otrzymał awans do stopnia kapitana, a rok później do stopnia majora. W Obwodzie Dębica pełnił szereg istotnych funkcji; oficera saperów, oficera szkoleniowego. W styczniu 1944 został komendantem nowo utworzonego Podobwodu Sędziszów Małopolski. W czerwcu został mianowany komendantem Obwodu AK „Deser”. W Akcji „Burza” uczestniczył jako zastępca dowódcy 5. psk Armii Krajowej mjr. Adama Lazarowicza. Walczył z Niemcami w lasach w rejonie Braciejowej, Gumnisk i Połomi na tyłach linii obrony niemieckiej przed nacierającą od wschodu Armią Czerwoną. Wobec zatrzymania ofensywy Armii Czerwonej zgrupowanie Adama Lazarowicza ps. „Klamra” i Ludwika Marszałka „Zbroi” znalazło się w niemieckim okrążeniu, z którego udało się im wydostać dopiero w połowie września z niewielką tylko grupą żołnierzy. 
Od jesieni 1944 intensywnie poszukiwany przez sowiecki kontrwywiad wojskowy Smiersz. Od stycznia 1945 kontynuował działalność w konspiracji poakowskiej. Był jednym z głównych organizatorów struktur Zrzeszenia Wolność i Niezawisłość na Rzeszowszczyźnie. Od września 1945 do marca 1946 kierownik Rejonu Mielec „Północ” (Dębica, Mielec, Tarnobrzeg, Nisko), następnie od marca do października 1946 kierownik Rejonu Krosno „Południe” (Krosno, Jasło, Sanok, Gorlice) w Okręgu Rzeszowskim WiN. Równocześnie od grudnia 1945 do października 1946 r. był kierownikiem Wydziału Propagandy Okręgu Rzeszów, współredaktorem i drukarzem podziemnego pisma okręgu „Ku Wolności”. W październiku 1946 jako intensywnie poszukiwany przez UB został przeniesiony do pracy konspiracyjnej na Ziemie Zachodnie, od grudnia 1946 mieszkał we Wrocławiu. Pracował w firmie remontowo-budowlanej. Od marca 1947 ostatni kierownik wrocławskiego okręgu WiN. Odbudował  dolnośląskie struktury Zrzeszenia prawie od podstaw. 
12 grudnia 1947, w wyniku zdrady, aresztowany we Wrocławiu przez funkcjonariuszy MBP. Przeszedł okrutne śledztwo. Strażnik aresztu śledczego wspominał: Marszałka przez częste przesłuchiwanie doprowadzono do obłędu i utraty mowy. Ten wychudzony, o wklęsłych oczach człowiek, zwijał się w celi z bólu i bez przerwy obiema rękami masował głowę. Jednak nie można go było zaprowadzić do lekarza, bo o zdrowiu aresztowanych decydowali oficerowie Wydziału Śledczego. 10 sierpnia 1948 w procesie działaczy Zarządu Okręgu Wrocław WiN został skazany przez Wojskowy Sąd Rejonowy we Wrocławiu na karę śmierci (oskarżał prokurator Jan Orliński, wyrok wydał sędzia Zygmunt Bukowiński).  Skazanemu odmówiono ostatniego przed egzekucją widzenia z rodziną. Rozstrzelany (razem z innymi działaczami WiN: Stanisławem Dydo ps. „Steinert”, Janem Klamutem i Władysławem Ciskiem) w więzieniu przy ul. Kleczkowskiej we Wrocławiu 27 listopada 1948. Ciało pogrzebano na cmentarzu Osobowickim we Wrocławiu. W 1977 szczątki zostały ekshumowane, przeniesione do grobowca rodzinnego w Cieplicach (Jelenia Góra) i złożone obok zmarłej w 1976 r. żony. 
Miał żonę Weronikę, córkę Marię Magdalenę, urodzoną tuż przed wojną i syna Krzysztofa. Przed śmiercią napisał do swoich bliskich: Ukochana żono Weruś! Kochałem Cię bardzo – przebacz mi, co złego zrobiłem. Błogosławię Cię i proszę Boga, abyśmy mogli spotkać się w żywocie wiecznym. Ludwik, do córki – Moja córeczko Marysieńko! Błogosławię Cię. Bądź szczęśliwą. Dąż do nieba, abyśmy tam mogli żyć w wiecznym szczęściu. Tatuś i do syna – Mój synku Krzysiu! Błogosławię Cię na szczęśliwe życie. Módl się, pracuj, bądź dobrym Polakiem, a da Bóg, że zobaczymy się w niebie. Twój Ojciec.
Łączniczką Ludwika Marszałka była jego siostra Emilia ps. „Maj”, również schwytana przez UB i skazana na śmierć (wyrok jednak złagodzono i po 8 latach ciężkiego więzienia odzyskała wolność). 
Decyzją Nr 458 Ministra Obrony Narodowej z dnia 5 marca 2019 pośmiertnie awansowany do stopnia podpułkownika, awans odebrał w Dębicy syn Krzysztof.
Decyzją Nr 120/MON z dnia 24 sierpnia 2020 imię ppłk. Ludwika Marszałka, ps. „Zbroja” nadano 16 Dolnośląskiej Brygadzie Obrony Terytorialnej.

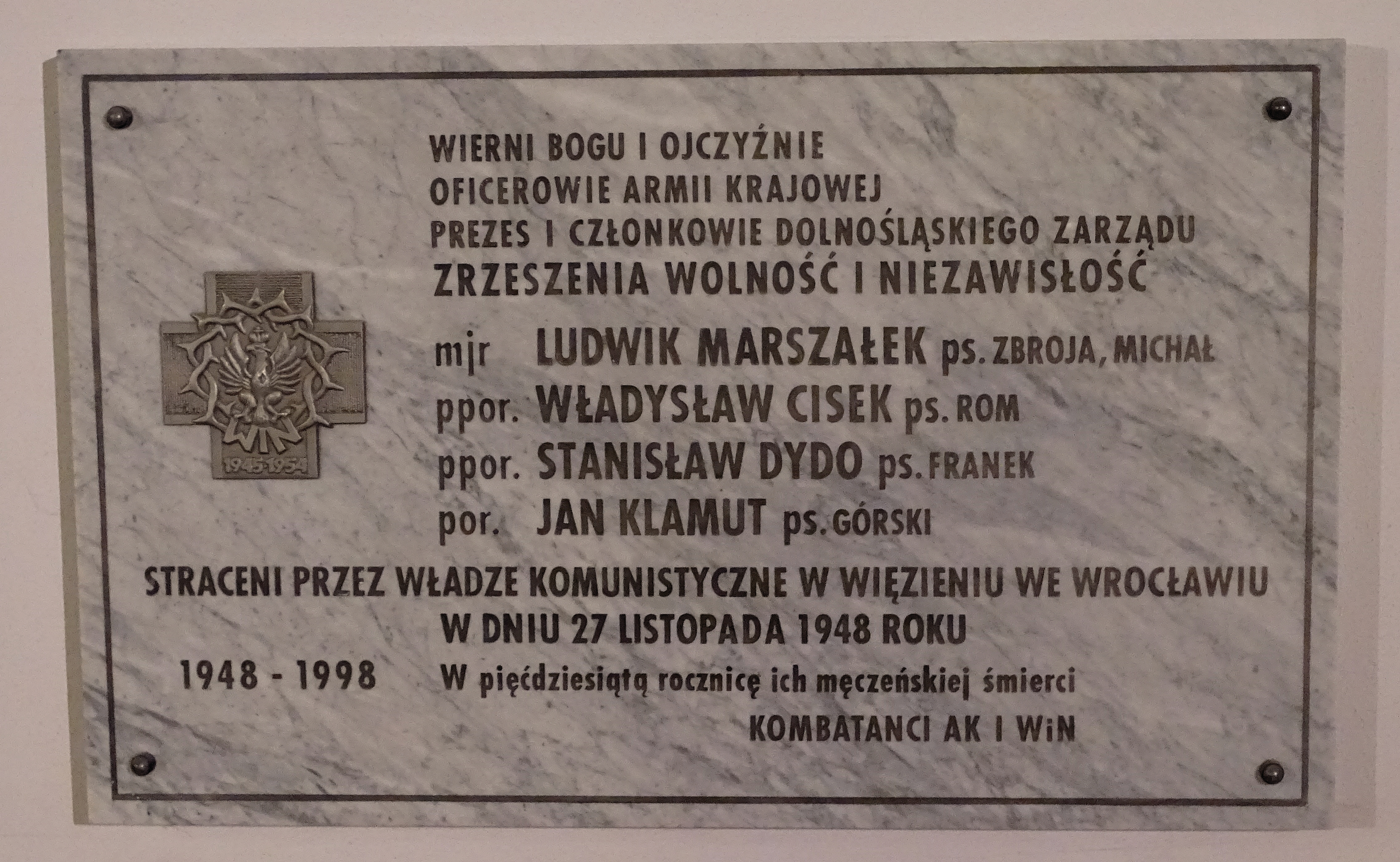
Tablica pamiątkowa ku czci oficerów dolnośląskiego zarządu Zrzeszenie Wolność i Niezawisłość, w tym L. Marszałka. Kościół garnizonowy św. Elżbiety we Wrocławiu.